# لورينزو توماس (سياسي)
لورينزو توماس (بالإنجليزية: Lorenzo Thomas)‏ هو ضابط وسياسي أمريكي، ولد في 26 أكتوبر 1804 في نيو كاسل في الولايات المتحدة، وتوفي في 2 مارس 1875 في واشنطن العاصمة في الولايات المتحدة.